# Modroušek rudoocasý
Modroušek rudoocasý (Estrilda caerulescens) je drobný středoafrický pták z čeledi astrildovitých (Estrildida) z rodu Estrilda. Jedná se o menšího fialově zbarveného ptáka s jasně červeným ocasem a nepatrným pohlavním dimorfismem. Ačkoliv se původně jednalo čistě o africký druh, úspěšně se populace rozmnožuje i na Havaji. Mimo to se ale chová i jako okrasný pták. Živí se semeny trav, bobulemi a případně i malým hmyzem. Vyskytují se ve větších hejnech asi o deseti jedincích, avšak v době hnízdění (druhá polovina období dešťů) samci bojují o samice, takže mohou svým sokům způsobit i vážná zranění. Nemá žádné poddruhy.

## Rozšíření
Modroušky rudoocasé můžeme najít převážně v subtropických a tropických nížinách. Obzvláště ve státech Benin, Burkina Faso, Kamerun, Středoafrická republika, Čad, Pobřeží slonoviny, Gambie, Ghana, Guinea, Libérie, Mali, Nigérie, Senegal, Súdán, Togo a Havaj. Jsou to denní ptáci, přes den shánějí potravu na loukách a polích a v noci přespávají v keřích nebo ve vysoké trávě.
Dle Mezinárodního svazu ochranu přírody (IUCN) se jedná o málo dotčený druh.

## Vzhled a určení pohlaví

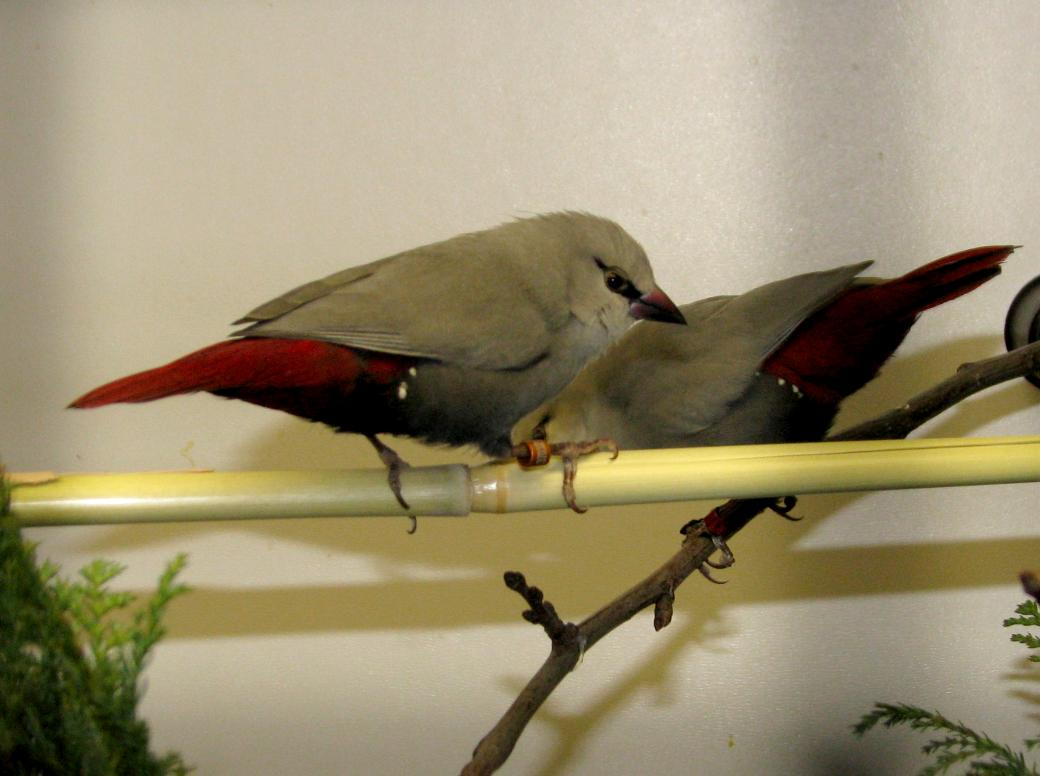

Tito ptáci jsou drobní, ale trochu zavalité postavy. Velikostní a hmotnostní rozdíly mezi samcem a samicí jsou jen malé, v řádu milimetrů a gramů. Zbarvení křídel, břicha a hlavy je vždy totožné a jedné se o různé odstíny fialové, která může přecházet až ve světle šedou. Ocasní pera jsou rudá, směrem dolů je barva tmavší. Na hlavě může být úzký černý pruh, který začíná na ozobí a pokračuje až za oko. Zobák je většinou u špičky černý, ale u ozobí může být fialový nebo rudý. Oči jsou černé, ale je možné vidět i různě zbarvené duhovky, nejčastěji v zelené barvě.

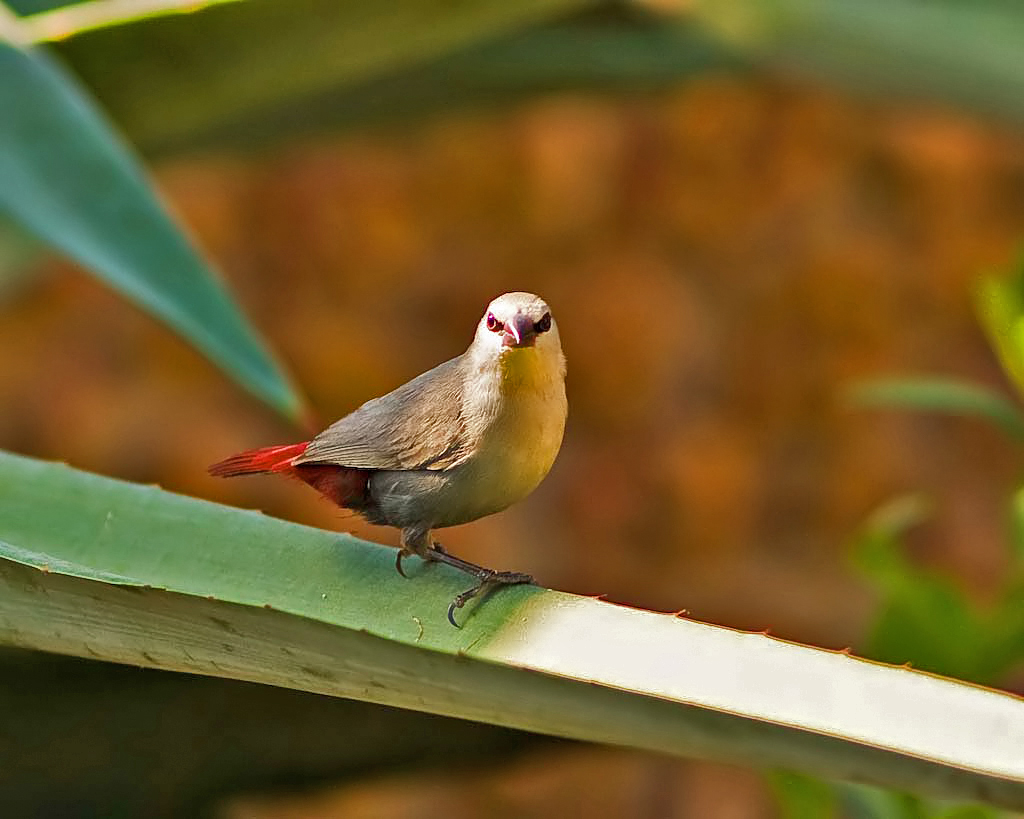

Určení pohlaví u modroušků rudoocasých je poměrně složité, hlavně proto, že jejich vzhled je podobný. Nejlépe se dá pohlaví určit dle hlasů. Krom určování pohlaví dle hlasů jsou samozřejmě možné i DNA testy.

## Chov
Chov modroušků sám o sobě není příliš složitý, ale koupit pár ptáků stojí nemalé peníze, běžně se cena pohybuje mezi 50–55 americkými dolary (1200 až 1300 Kč). Modroušci ale často trpí chorobným vytrháváním cizího i vlastního peří. To se u drobných ptáků řeší jen těžko a mnohdy s tím ani nelze nic dělat. Naopak pozitivem je atraktivita ptáků, jejich zvědavá a přátelská povaha a snadná péče.
Vyžadují prostornou voliéru umístěnou v teplé místnosti, kde není průvan. Venkovní umístění není vhodné. Teplota ve voliéře by se měla pohybovat mezi 15–20 °C. Světlo vypínat po 12–14 hodinách.
Jako krmení je vhodné podávat krmné směsi pro drobné a krátkozobé exotické ptáky, speciálně se hodí ty směsi s podílem japonského prosa. V době hnízdění můžeme ptákům podat larvy menšího hmyzu. Ptáčata jsou krmena jen semeny trav.
V době hnízdění je dobré oddělit od sebe jednotlivé páry, jelikož samci při bojích o samice mohou utrpět vážná zranění. Ani v době hnízdění není vhodné chovat modroušky rudoocasé s jinými druhy ptáků, mimo ni to ale možné je. Samička naklade do hnízda 2–4 vejce, která střídavě se samcem inkubuje po dobu dvou týdnů, kdy se ptáčata vylíhnou.